# 広島県道191号備後赤坂停車場線
広島県道191号備後赤坂停車場線（ひろしまけんどう191ごう びんごあかさかていしゃじょうせん）は、広島県福山市を通る、かつて存在した一般県道である。

## 概要
JR西日本山陽本線 備後赤坂駅から広島県道54号福山尾道線（旧国道2号）交点を結んでいた。
本路線が廃止されたことにより福山市内のJR西日本山陽本線の駅前を起点とする県道路線はすべて消滅した。廃止後は福山市道になっている。

### 路線データ
- 起点：福山市赤坂町大字赤坂（JR西日本山陽本線 備後赤坂駅前）
- 終点：福山市赤坂町大字赤坂（赤坂駅前交差点、広島県道54号福山尾道線交点）
- 総延長：47 m

## 歴史
- 1960年（昭和35年）10月10日 - 広島県告示第682号により広島県道57号備後赤坂停車場線として認定される。
- 1972年（昭和47年）11月1日 - 広島県の県道番号再編により現行の県道番号に変更される。
- 2010年（平成22年）2月8日 - 広島県告示第88号により廃止され、福山市道13424号赤坂駅前線に降格する[1]。

## 地理

### 通過していた自治体
- 広島県
  - 福山市

### 交差していた道路
| 交差していた道路       | 交差していた場所 | 交差していた場所      |
| ---------------------- | ---------------- | --------------------- |
| 広島県道54号福山尾道線 | 赤坂町大字赤坂   | 赤坂駅前交差点 / 終点 |

### 沿線
- JR西日本山陽本線 備後赤坂駅